# Cheilopallene trappa
Cheilopallene trappa là một loài nhện biển trong họ Callipallenidae. Loài này thuộc chi Cheilopallene. Cheilopallene trappa được miêu tả khoa học năm 1972 bởi Clark.